# Candidature d'unité populaire
Pour les articles homonymes, voir CUP.
Candidature d'unité populaire (CUP) (en catalan : Candidatura d'Unitat Popular), est un parti politique indépendantiste catalan classé entre la gauche, et l'extrême gauche,,.

## Histoire
Il est composé de diverses assemblées locales représentant des villes ou des territoires de langue catalane. Traditionnellement, la CUP ne se présente qu'aux élections municipales, mais en 2012 la formation a décidé de se présenter aux élections au Parlement de Catalogne.
Lors des élections municipales de 2011, la CUP a obtenu 104 conseillers municipaux et 11 conseillers de comarque en Catalogne. Quatre villes ont un maire de la CUP,.
Lors des élections au Parlement de Catalogne de 2012, trois candidats de la CUP sont élus : David Fernàndez, Georgina Rieradevall (ca) et Quim Arrufat (ca). Georgina Rieradevall démissionne en mai 2013 et elle est remplacée par Isabel Vallet (ca).
Lors élections au Parlement de Catalogne de 2015, dix candidats de la CUP sont élus : Antonio Baños, Anna Gabriel, Josep Manel Busqueta (ca), Gabriela Serra, Albert Botran, Eulàlia Reguant, Julià de Jòdar i Muñoz, Sergi Saladié (ca), Benet Salellas (ca), et Ramon Usall (ca).
À l'issue des élections anticipées au Parlement catalan du 21 décembre 2017, la CUP ne détient plus que quatre sièges de députés, occupés par Carles Riera, Maria Sirvent et Vidal Aragonés, tous trois élus dans la circonscription de Barcelone, ainsi que Natàlia Sànchez, élue dans la province de Gérone.

## Résultats électoraux

### Élections générales
| Année         | Congrès des députés | Congrès des députés | Congrès des députés | Congrès des députés | Congrès des députés | Sénat  |
| Année         | Tête de liste       | Voix                | %                   | Rang                | Mandats             | Sénat  |
| ------------- | ------------------- | ------------------- | ------------------- | ------------------- | ------------------- | ------ |
| novembre 2019 | Mireia Vehí         | 244 754             | 6,37                | 6e                  | 2 / 48              | 0 / 16 |
| 2023          | Albert Botran       | 99 644              | 2,81                | 7e                  | 0 / 48              | 0 / 16 |

### Élections au Parlement de Catalogne
| Année | Voix    | %    | Mandats  | Tête de liste   | Gouvernement               |
| ----- | ------- | ---- | -------- | --------------- | -------------------------- |
| 2012  | 96 621  | 3,48 | 3 / 135  | David Fernàndez | Opposition                 |
| 2015  | 337 794 | 8,21 | 10 / 135 | Antonio Baños   | Soutien sans participation |
| 2017  | 193 352 | 4,45 | 4 / 135  | Carles Riera    | Opposition                 |
| 2021  | 189 087 | 6,67 | 9 / 135  | Dolors Sabater  | Soutien sans participation |
| 2024  | 129 059 | 4,09 | 4 / 135  | Laia Estrada    | Opposition                 |